# Női egypárevezős a 2012. évi nyári olimpiai játékokon
A 2012. évi nyári olimpiai játékokon az evezés női egypárevezős versenyszámát július 28. és augusztus 4. között rendezték Eton Dorney-ben. A versenyt a cseh Miroslava Knapková nyerte a dán Fie Udby Erichsen és az ausztrál Kim Crow előtt.

## Versenynaptár
Az időpontok helyi idő szerint, zárójelben magyar idő szerint olvashatóak.
| Dátum                         | Időpont       | Forduló       |
| ----------------------------- | ------------- | ------------- |
| 2012. július 28., szombat     | 13:30 (14:30) | Előfutamok    |
| 2012. július 29., vasárnap    | 10:20 (11:20) | Reményfutamok |
| 2012. július 31., kedd        | 11:40 (12:40) | Negyeddöntők  |
| 2012. augusztus 2., csütörtök | 9:30 (10:30)  | Elődöntők     |
| 2012. augusztus 4., szombat   | 9:30 (10:30)  | Döntő         |

## Eredmények
Az idők másodpercben értendők. A rövidítések jelentése a következő:
- QQ: Negyeddöntőbe jutás helyezés alapján.
- QSC/D: C/D elődöntőbe jutás helyezés alapján.
- QSA/B: A/B elődöntőbe jutás helyezés alapján.
- QA: Az A-döntőbe jutás helyezés alapján
- QB: A B-döntőbe jutás helyezés alapján
- QC: A C-döntőbe jutás helyezés alapján
- QD: A D-döntőbe jutás helyezés alapján
- QE: Az E-döntőbe jutás helyezés alapján

### Előfutamok
Öt előfutamot rendeztek, hat-hat-hat, valamint öt-öt versenyzővel. Az első négy helyezett bejutott a negyeddöntőbe, a többiek a reményfutamba kerültek.
| Hely.    | Versenyző                  | Nemzet                 | Idő      | Mj       |
| 1. futam | 1. futam                   | 1. futam               | 1. futam | 1. futam |
| -------- | -------------------------- | ---------------------- | -------- | -------- |
| 1.       | Emma Twigg                 | Új-Zéland (NZL)        | 7:40,24  | QQ       |
| 2.       | Donata Vištartaitė         | Litvánia (LTU)         | 7:43,07  | QQ       |
| 3.       | Sanita Pušpure             | Írország (IRL)         | 7:49,35  | QQ       |
| 4.       | Kissya Cataldo             | Brazília (BRA)         | 8:07,75  | QQ       |
| 5.       | Lucía Palermo              | Argentína (ARG)        | 8:07,89  |          |
| 6.       | Soulmaz Abbasiazad         | Irán (IRI)             | 8:17,46  |          |
| 2. futam |                            |                        |          |          |
| 1.       | Kim Crow                   | Ausztrália (AUS)       | 7:41,18  | QQ       |
| 2.       | Nataliya Lialchuk          | Azerbajdzsán (AZE)     | 7:46,01  | QQ       |
| 3.       | Micheen Thornycroft        | Zimbabwe (ZIM)         | 7:47,10  | QQ       |
| 4.       | Yariulvis Cobas            | Kuba (CUB)             | 7:48,58  | QQ       |
| 5.       | Camila Vargas Palomo       | Salvador (ESA)         | 8:01,60  |          |
| 6.       | Kim Ye-Ji                  | Dél-Korea (KOR)        | 8:04.,68 |          |
| 3. futam |                            |                        |          |          |
| 1.       | Miroslava Knapková         | Csehország (CZE)       | 7:24,17  | QQ       |
| 2.       | Fie Udby Erichsen          | Dánia (DEN)            | 7:29,37  | QQ       |
| 3.       | Marie-Louise Dräger        | Németország (GER)      | 7:44,23  | QQ       |
| 4.       | Phuttharaksa Nikree        | Thaiföld (THA)         | 7:52,62  | QQ       |
| 5.       | Svetlana Germanovics       | Kazahsztán (KAZ)       | 8:01,94  |          |
| 6.       | Racha Soula                | Tunézia (TUN)          | 8:19,31  |          |
| 4. futam |                            |                        |          |          |
| 1.       | Csang Hsziu-jün            | Kína (CHN)             | 7:21,49  | QQ       |
| 2.       | Frida Svensson             | Svédország (SWE)       | 7:32,61  | QQ       |
| 3.       | Gabriela Mosqueira Benitez | Paraguay (PAR)         | 7:52,07  | QQ       |
| 4.       | Szakakibara Haruna         | Japán (JPN)            | 7:52,98  | QQ       |
| 5.       | Zin Latt Shwe              | Mianmar (MYA)          | 8:10,15  |          |
| 5. futam |                            |                        |          |          |
| 1.       | Kacjarina Karszten         | Fehéroroszország (BLR) | 7:30,31  | QQ       |
| 2.       | Julija Levina              | Oroszország (RUS)      | 7:32,06  | QQ       |
| 3.       | Gevvie Stone               | Egyesült Államok (USA) | 7:33,68  | QQ       |
| 4.       | Debora Oakley              | Mexikó (MEX)           | 8:00,17  | QQ       |
| 5.       | Amina Rouba                | Algéria (ALG)          | 8:15,94  |          |

### Reményfutamok
Két reményfutamot rendeztek, négy-négy résztvevővel. Az első két helyezett bejutott a negyeddöntőbe, a többiek az E-döntőbe kerültek.
| Hely.    | Versenyző            | Nemzet           | Idő      | Mj       |
| 1. futam | 1. futam             | 1. futam         | 1. futam | 1. futam |
| -------- | -------------------- | ---------------- | -------- | -------- |
| 1.       | Kim Ye-Ji            | Dél-Korea (KOR)  | 7:50,64  | QQ       |
| 2.       | Lucía Palermo        | Argentína (ARG)  | 7:52,49  | QQ       |
| 3.       | Svetlana Germanovics | Kazahsztán (KAZ) | 7:53,63  | QE       |
| 4.       | Amina Rouba          | Algéria (ALG)    | 8:12,83  | QE       |
| 2. futam |                      |                  |          |          |
| 1.       | Camila Vargas Palomo | Salvador (ESA)   | 7:53,38  | QQ       |
| 2.       | Soulmaz Abbasiazad   | Irán (IRI)       | 8:05,99  | QQ       |
| 3.       | Zin Latt Shwe        | Mianmar (MYA)    | 8:09,59  | QE       |
| 4.       | Racha Soula          | Tunézia (TUN)    | 8:10,76  | QE       |

### Negyeddöntők
Négy negyeddöntőt rendeztek, hat-hat-hat-hat résztvevővel. Az első három helyezett az A/B elődöntőbe jutott, a többiek a C/D elődöntőbe.
| Hely.    | Versenyző                  | Nemzet                 | Idő      | Mj       |
| 1. futam | 1. futam                   | 1. futam               | 1. futam | 1. futam |
| -------- | -------------------------- | ---------------------- | -------- | -------- |
| 1.       | Kim Crow                   | Ausztrália (AUS)       | 7:34,29  | QSA/B    |
| 2.       | Emma Twigg                 | Új-Zéland (NZL)        | 7:39,07  | QSA/B    |
| 3.       | Marie-Louise Dräger        | Németország (GER)      | 7:52,17  | QSA/B    |
| 4.       | Debora Oakley              | Mexikó (MEX)           | 8:10,97  | QSC/D    |
| 5.       | Gabriela Mosqueira Benitez | Paraguay (PAR)         | 8:14,36  | QSC/D    |
| 6.       | Soulmaz Abbasiazad         | Irán (IRI)             | 8:27,28  | QSC/D    |
| 2. futam |                            |                        |          |          |
| 1.       | Miroslava Knapková         | Csehország (CZE)       | 7:35,35  | QSA/B    |
| 2.       | Gevvie Stone               | Egyesült Államok (USA) | 7:39,67  | QSA/B    |
| 3.       | Frida Svensson             | Svédország (SWE)       | 7:40,64  | QSA/B    |
| 4.       | Sanita Pušpure             | Írország (IRL)         | 7:44,19  | QSC/D    |
| 5.       | Yariulvis Cobas            | Kuba (CUB)             | 7:56,89  | QSC/D    |
| 6.       | Camila Vargas Palomo       | Salvador (ESA)         | 8:07,67  | QSC/D    |
| 3. futam |                            |                        |          |          |
| 1.       | Csang Hsziu-jün            | Kína (CHN)             | 7:39,58  | QSA/B    |
| 2.       | Julija Levina              | Oroszország (RUS)      | 7:41,28  | QSA/B    |
| 3.       | Donata Vištartaitė         | Litvánia (LTU)         | 7:45,68  | QSA/B    |
| 4.       | Micheen Thornycroft        | Zimbabwe (ZIM)         | 7:56,66  | QSC/D    |
| 5.       | Lucía Palermo              | Argentína (ARG)        | 8:06,47  | QSC/D    |
| 6.       | Phuttharaksa Nikree        | Thaiföld (THA)         | 8:16,50  | QSC/D    |
| 4. futam |                            |                        |          |          |
| 1.       | Fie Udby Erichsen          | Dánia (DEN)            | 7:38,93  | QSA/B    |
| 2.       | Kacjarina Karszten         | Fehéroroszország (BLR) | 7:42,00  | QSA/B    |
| 3.       | Nataliya Lialchuk          | Azerbajdzsán (AZE)     | 8:00,26  | QSA/B    |
| 4.       | Kim Ye-Ji                  | Dél-Korea (KOR)        | 8:08,39  | QSC/D    |
| 5.       | Szakakibara Haruna         | Japán (JPN)            | 8:12,26  | QSC/D    |
| 6.       | Kissya Cataldo             | Brazília (BRA)         | 8:12,85  | QSC/D    |

### Elődöntők

#### C/D elődöntők
A C/D elődöntőket hat-hat résztvevővel rendezték, a negyeddöntők 4–6. helyezettjeivel. Az első három helyezett a C-döntőbe jutott, a többiek a D-döntőbe kerültek.
| Hely.    | Versenyző                  | Nemzet          | Idő      | Mj       |
| 1. futam | 1. futam                   | 1. futam        | 1. futam | 1. futam |
| -------- | -------------------------- | --------------- | -------- | -------- |
| 1.       | Sanita Pušpure             | Írország (IRL)  | 7:51,69  | QC       |
| 2.       | Kissya Cataldo             | Brazília (BRA)  | 8:01,64  | QC       |
| 3.       | Phuttharaksa Nikree        | Thaiföld (THA)  | 8:03,91  | QC       |
| 4.       | Lucía Palermo              | Argentína (ARG) | 8:09,85  | QD       |
| 5.       | Debora Oakley              | Mexikó (MEX)    | 8:14,03  | QD       |
| 6.       | Soulmaz Abbasiazad         | Irán (IRI)      | 8:30,74  | QD       |
| 2. futam |                            |                 |          |          |
| 1.       | Micheen Thornycroft        | Zimbabwe (ZIM)  | 7:51,02  | QC       |
| 2.       | Yariulvis Cobas            | Kuba (CUB)      | 7:54,22  | QC       |
| 3.       | Camila Vargas Palomo       | Salvador (ESA)  | 7:57,22  | QC       |
| 4.       | Kim Ye-Ji                  | Dél-Korea (KOR) | 7:59,78  | QD       |
| 5.       | Szakakibara Haruna         | Japán (JPN)     | 8:05,65  | QD       |
| 6.       | Gabriela Mosqueira Benitez | Paraguay (PAR)  | 8:10,15  | QD       |

#### A/B elődöntők
Az A/B elődöntőket hat-hat résztvevővel rendezték, a negyeddöntők 1–3. helyezettjeivel. Az első három helyezett bejutott az A-döntőbe, a többiek a B-döntőbe kerültek.
| Hely.    | Versenyző           | Nemzet                 | Idő      | Mj       |
| 1. futam | 1. futam            | 1. futam               | 1. futam | 1. futam |
| -------- | ------------------- | ---------------------- | -------- | -------- |
| 1.       | Miroslava Knapková  | Csehország (CZE)       | 7:42,57  | QA       |
| 2.       | Kim Crow            | Ausztrália (AUS)       | 7:44,69  | QA       |
| 3.       | Kacjarina Karszten  | Fehéroroszország (BLR) | 7:44,94  | QA       |
| 4.       | Julija Levina       | Oroszország (RUS)      | 7:48,95  | QB       |
| 5.       | Donata Vištartaitė  | Litvánia (LTU)         | 7:56,05  | QB       |
| 6.       | Marie-Louise Dräger | Németország (GER)      | 8:01,05  | QB       |
| 2. futam |                     |                        |          |          |
| 1.       | Fie Udby Erichsen   | Dánia (DEN)            | 7:44,33  | QA       |
| 2.       | Csang Hsziu-jün     | Kína (CHN)             | 7:45,58  | QA       |
| 3.       | Emma Twigg          | Új-Zéland (NZL)        | 7:46,71  | QA       |
| 4.       | Gevvie Stone        | Egyesült Államok (USA) | 7:52,98  | QB       |
| 5.       | Frida Svensson      | Svédország (SWE)       | 7:54,52  | QB       |
| 6.       | Nataliya Lialchuk   | Azerbajdzsán (AZE)     | 8:06,83  | QB       |

### Döntők

#### E-döntő
Az E-döntőt négy résztvevővel rendezték, a reményfutamok 3–4. helyezettjeivel. A futam első helyezettje összesítésben a 25. helyen végzett.
| Hely. (Összesített) | Versenyző            | Nemzet           | Idő     |
| ------------------- | -------------------- | ---------------- | ------- |
| 1. (25.)            | Svetlana Germanovics | Kazahsztán (KAZ) | 8:37,08 |
| 2. (26.)            | Amina Rouba          | Algéria (ALG)    | 8:42,23 |
| 3. (27.)            | Racha Soula          | Tunézia (TUN)    | 8:49,47 |
| 4. (28.)            | Zin Latt Shwe        | Mianmar (MYA)    | 8:56,06 |

#### D-döntő
A D-döntőt hat résztvevővel rendezték, a C/D elődöntők 4–6. helyezettjeivel. A futam első helyezettje összesítésben a 19. helyen végzett.
| Hely. (Összesített) | Versenyző                  | Nemzet          | Idő     |
| ------------------- | -------------------------- | --------------- | ------- |
| 1. (19.)            | Kim Ye-Ji                  | Dél-Korea (KOR) | 8:32,57 |
| 2. (20.)            | Gabriela Mosqueira Benitez | Paraguay (PAR)  | 8:34,51 |
| 3. (21.)            | Lucía Palermo              | Argentína (ARG) | 8:40,38 |
| 4. (22.)            | Debora Oakley              | Mexikó (MEX)    | 8:40,70 |
| 5. (23.)            | Szakakibara Haruna         | Japán (JPN)     | 8:42,90 |
| 6. (24.)            | Soulmaz Abbasiazad         | Irán (IRI)      | 8:57,98 |

#### C-döntő
A C-döntőt hat résztvevővel rendezték, a C/D elődöntők 1–3. helyezettjeivel. A futam első helyezettje összesítésben a 13. helyen végzett. A brazil versenyző nem indult el a futamon.
| Hely. (Összesített) | Versenyző            | Nemzet         | Idő        |
| ------------------- | -------------------- | -------------- | ---------- |
| 1. (13.)            | Sanita Pušpure       | Írország (IRL) | 7:59.77    |
| 2. (14.)            | Micheen Thornycroft  | Zimbabwe (ZIM) | 8:07.52    |
| 3. (15.)            | Yariulvis Cobas      | Kuba (CUB)     | 8:14.59    |
| 4. (16.)            | Camila Vargas Palomo | Salvador (ESA) | 8:19.75    |
| 5. (17.)            | Phuttharaksa Nikree  | Thaiföld (THA) | 8:34.11    |
| 6. (18.)            | Kissya Cataldo       | Brazília (BRA) | nem indult |

#### B-döntő
A B-döntőt hat résztvevővel rendezték, az A/B elődöntők 4–6. helyezettjeivel. A futam első helyezettje összesítésben a 7. helyen végzett.
| Hely. (Összesített) | Versenyző           | Nemzet                 | Idő     |
| ------------------- | ------------------- | ---------------------- | ------- |
| 1. (7.)             | Gevvie Stone        | Egyesült Államok (USA) | 7:45,24 |
| 2. (8.)             | Donata Vištartaitė  | Litvánia (LTU)         | 7:47,94 |
| 3. (9.)             | Julija Levina       | Oroszország (RUS)      | 7:49,22 |
| 4. (10.)            | Frida Svensson      | Svédország (SWE)       | 7:56,42 |
| 5. (11.)            | Marie-Louise Dräger | Németország (GER)      | 8:11,71 |
| 6. (12.)            | Nataliya Lialchuk   | Azerbajdzsán (AZE)     | 8:23,64 |

#### A-döntő
Az A-döntőt hat résztvevővel rendezték, az A/B elődöntők 1–3. helyezettjeivel.
| Hely. | Versenyző          | Nemzet                 | Idő     |
| ----- | ------------------ | ---------------------- | ------- |
| Arany | Miroslava Knapková | Csehország (CZE)       | 7:54.37 |
| Ezüst | Fie Udby Erichsen  | Dánia (DEN)            | 7:57,72 |
| Bronz | Kim Crow           | Ausztrália (AUS)       | 7:58,04 |
| 4.    | Emma Twigg         | Új-Zéland (NZL)        | 8:01,76 |
| 5.    | Kacjarina Karszten | Fehéroroszország (BLR) | 8:02,86 |
| 6.    | Csang Hsziu-jün    | Kína (CHN)             | 8:03,10 |